# Erich Göritz
Erich Kurt Wilhelm Göritz (* 12. März 1908 in Friedrichshagen, Kreis Niederbarnim; tot aufgefunden am 18. März 1977 in Berlin-Friedrichshagen) war ein deutscher Funktionär der DDR-Blockpartei DBD. Er war Vorsitzender des Bezirksvorstandes Berlin der DBD und Abgeordneter der Volkskammer der DDR.

## Leben
Göritz, Sohn eines Gärtnereibesitzers, besuchte die Volksschule und die Gärtnerlehranstalt in Oranienburg. Er arbeitete als Gärtner und qualifizierte sich weiter zum Gartenmeister und Gartenbautechniker. Im Zweiten Weltkrieg war er Soldat und geriet in Kriegsgefangenschaft. 
Von 1947 bis 1956 war Göritz Mitglied der Prüfungskommission für Lehrlinge und Meister. 1949 trat er in die Vereinigung der gegenseitigen Bauernhilfe ein und fungierte als Mitglied des Orts- und Stadtvorstandes. 1952 trat er der Demokratischen Bauernpartei Deutschlands (DBD) bei. 1952/53 wirkte er als stellvertretender und von 1953 bis 1956 als Vorsitzender des Bezirksverbandes Berlin der DBD.
Von 1954 bis 1958 war Göritz Berliner Vertreter in der Volkskammer.